# Michał Sędziwój

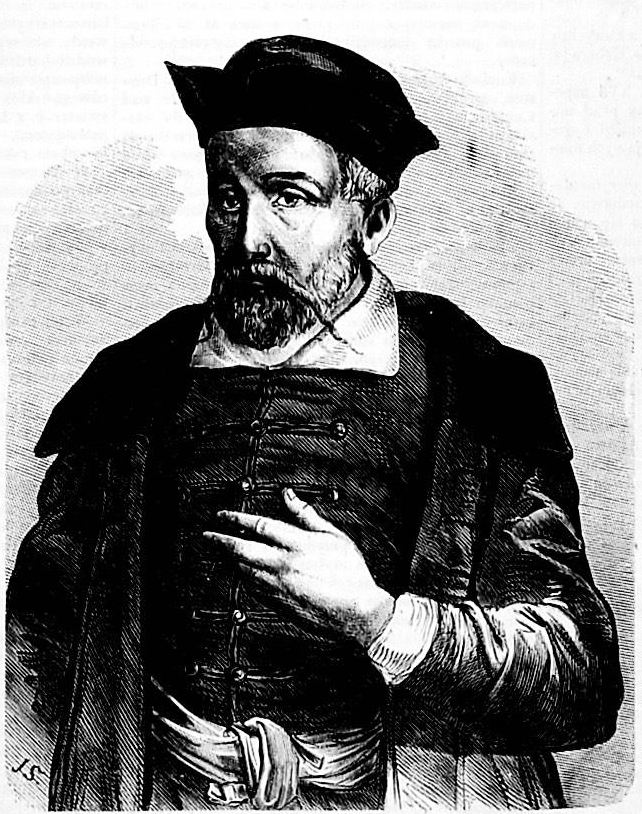
Porträt von 1862

Michał Sędziwój (auch Michael Sendivogius oder Sędzimir, lateinisch Sendivogius Polonius; * 2. Februar 1566 in Łukowica, Polen; † zwischen 20. Mai und 12. August 1636 in Deutsch Krawarn in Schlesien, heute Tschechische Republik) war ein polnischer Adeliger aus der Wappengemeinschaft der von Ostoja, Alchemist, Philosoph und Arzt. Er befand sich am Hof und im Dienst Rudolfs II. in Prag und später des Kaisers Ferdinand in Wien und war Diplomat von Sigismund III. Wasa, zeitweise als Doppelagent. Als Pionier der Chemie erlangten die Ergebnisse seiner chemischen Experimente u. a. in der Metallurgie praktische Bedeutung. Seine Werke inspirierten noch Isaac Newton, Michael Maier, Johann Rudolph Glauber (der mit ihm korrespondierte), Thomas Vaughan und andere Alchemisten.

## Leben

Wappen der Adelssippe von Ostoja

Sędziwój war Spross einer Adelsfamilie, die dem Geschlecht der von Ostoja angehörte. Die Familie hatte ein kleines Gut bei Nowy Sącz bei Krakau. Sein Vater Jacob Sędzimir schickte ihn zum Studium nach Krakau, wo er zunächst Philosophie und Theologie studierte, sich aber Mathematik und Naturwissenschaften zuwandte und über die Schriften von Arnaldus de Villanova zur Alchemie kam. Sędziwój besuchte darüber hinaus die meisten europäischen Länder, er studierte in Wien (1591), Altdorf (1594/95), Leipzig (1590) und möglicherweise Cambridge, besuchte Padua, Rom, Neapel, Venedig und nach einigen Angaben Konstantinopel.
Nach Prinke war Veronika Stiebar von Buttenheim die erste Frau Sędziwójs. Die Ehe wurde 1594 geschlossen. Veronika war zuvor bereits mit Hans Ehrenfried von und zu Absberg verheiratet gewesen und bei der Heirat eine wohlhabende Witwe. Sie starb am 23. Oktober 1599 in Prag an der Pest ebenso wie zwei seiner vier Kinder (Veronica und Christopher überlebten).
1593 reiste er zu Rudolf II. nach Prag, wo er in dessen alchemistischen Labor im Hradschin tätig war. Er war als Höfling in dessen Dienst (ab 1598 kaiserlicher Rat) und kam ihm aufgrund gemeinsamer alchemistischer Interessen auch persönlich nahe. Außerdem war er seit 1594 als Diplomat für den polnischen König Sigismund III. Wasa tätig (was durch die Freundschaft der beiden Herrscher und ihre gemeinsamen Interessen möglich war). 1597 kaufte er das Gut Libeř bei Prag von der Witwe von Edward Kelley. Um diese Zeit wechselte er seinen Namen von Sedzimir zu dem nobler klingenden Sedziwoj (latinisiert Sendivogius). 1599 wurde er in Prag in einen Gerichtsprozess mit den Erben des im gleichen Jahr verstorbenen Alchemisten (und wohlhabenden Kaufmanns) Ludvik Koralek verwickelt (sie beschuldigten ihn, an seinem Tod Schuld zu sein, ihn finanziell ruiniert zu haben und verlangten Geld). Er war deshalb im Gefängnis, wurde aber nicht zuletzt dank Einflussnahme des polnischen Königs freigesprochen. Sendivogius war aber über die mangelnde Unterstützung durch Rudolf II. in dieser Affäre enttäuscht und verkaufte sein Gut bei Prag, um wieder nach Polen zu ziehen. 1600 bis 1603 scheint er meist in Polen gewesen zu sein, in diplomatischer Mission (er verhandelte zwischen Polen und dem Kaiser um einen Zugang zum Schwarzen Meer). Der polnische König war selbst an Alchemie interessiert; im Wawel in Krakau ist noch heute die Kammer zu sehen, wo beide Experimente durchführten. Dem polnischen Adel waren dagegen die hohen Summen für die Experimente ein Dorn im Auge. Sendivogius war in Polen aber später auch im Bergbau und in Gießereien aktiv.
1604 soll er vor den Augen von Rudolf II. in Prag eine legendäre Transmutation einer Silbermünze in Gold vollzogen haben, wonach der beeindruckte Kaiser eine Gedenktafel anbringen ließ mit der Inschrift Faciat hoc quispiam alius quod fecit Sendivogius Polonus (vollbringe ein anderer, was der Pole Sendivogius vollbrachte).
1605 wurde er auf der Reise nach Stuttgart (als Abstecher während einer diplomatischen Mission in Frankreich) zum Herzog Friedrich von Württemberg verhaftet und eingesperrt. Wahrscheinlich wollte der Herzog von Württemberg Informationen über den Stein der Weisen von ihm erhalten, dessen Besitzes sich Sendivogius in seinem Buch rühmte. Daraus erwuchs eine weite Kreise ziehende Affäre – der polnische König und Rudolf II. sowie mehrere andere Fürsten setzten sich erfolgreich für seine Freilassung ein. Der Herzog schob die Schuld seinem Hofalchimisten Johann Müller von Mühlenfels zu, der als Sündenbock gehängt wurde. Es gibt auch Berichte, er hätte im Austausch für alchemistische Geheimnisse den schottischen Alchemisten Alexander Seton aus sächsischer Haft befreit, was aber wahrscheinlich eine Legende ist und nicht durch Dokumente erhärtbar.
1608 war er auf Veranlassung des Wojwoden Jerzy Mniszech in Moskau als Diplomat in einer gefährlichen Mission in Zusammenhang mit dem Falschen Demetrius. Danach hatte er in Polen die Aufsicht über Bergwerke und Gießereien (besonders die Eisenindustrie in Klobuck), wobei er enge Kontakte zu Marschall Mikolaj Wolski (1555–1630) hatte. 1610 war er kurz in Mantua. 1616 war er in Marburg und erneuerte die Bekanntschaft mit dem Alchemisten und Professor Johann Hartmann, den er schon aus Prag kannte. Im selben Jahr traf er auch Michael Maier, der ihn in sein Buch Symbola aureae mensae aufnahm. Danach war er Berater und Agent des Kaisers in Wien (und sollte für diesen Bleibergwerke in Schlesien beaufsichtigen) und zog nach einer Reise nach Padua 1624 nach Krakau. Dort hatte er wieder Kontakte zu Wolski, der zur Habsburgerpartei in Polen zählte. Er scheint einige Zeit sowohl für den Kaiser in Wien als auch für den polnischen König gearbeitet zu haben, also gleichsam als Doppelagent. In seinen späteren Jahren war er viel in Wien und gelegentlich in Krakau (wo er mehrere Häuser besaß). Nachdem er lange vergeblich vom Kaiser ausstehende Gelder verlangt hatte, erhielt er im Jahr 1630 vom Kaiser Ferdinand II. die Dörfer Deutsch Krawarn und Kautern im Herzogtum Jägerndorf, allerdings waren diese nicht schuldenfrei und Sendivoglius musste dazu weitere Eingaben machen. Hinzu kamen die Wirren des Dreißigjährigen Krieges. Kurz vor seinem Tod wollte er sie verkaufen. Es gibt dazu einen Brief seiner Tochter Maria Veronica von Eichendorff aus dem Jahr seines Todes 1636.
In alchemistischen Traktaten des 17. und 18. Jahrhunderts genoss er hohe Wertschätzung. Man vermutete in ihm einen Rosenkreuzer und ihn im Besitz des großen Geheimnisses.
Sendivogius gründete eine Geheimgesellschaft „Unbekannter Philosophen“, für die er Statuten schrieb, die erhalten sind.

## Werk
Sein bekanntestes Buch war 12 Traktate über den Stein der Philosophen, gewonnen aus der Natur und durch Forschung (De lapide philosophorum tractatus duodecim, auch als Neues chemische Licht, Novum Lumen Chymicum, bekannt), veröffentlicht 1604 unter dem Pseudonym Divi Leschi Genus Amo. Das Buch erschien in 56 Auflagen bis 1787, wurde wiederholt übersetzt und von einem breiten Publikum gelesen, darunter auch von Persönlichkeiten wie Isaac Newton. Er kritisierte darin spekulative Alchemisten und legte lange vor Robert Boyle Wert auf das Experiment.
Als ein Pionier der Chemie entwickelte er verschiedene Wege der Gewinnung bzw. Herstellung verschiedener Säuren, Metalle und anderer chemischer Verbindungen. Er entdeckte Jahre vor Scheele und Priestley, dass Luft nicht einfach eine einzige Substanz ist und einen lebenspendenden und Feuer-nährenden Bestandteil hat. Er identifizierte diese Nahrung des Lebens korrekt mit dem Gas, welches bei der Erhitzung von Natriumnitrat freigesetzt wird (später als Sauerstoff bekannt). Diese Substanz, das zentrale Nitrat (Unsichtbares Niter, Philosophisches Salpeter) stand im Mittelpunkt von Sędziwójs Theorie über das Universum. Es kam nach Sendivogius von den Strahlen von Sonne und Mond über Regen und Feuchte in die Erde, wo es Salpeter bildete. Je nach Umgebung reifte das zentrale Salz im Boden auch zu verschiedenen Metallen. Salpeter (das heißt Salpetersäure) bildete auch die Basis eines von ihm propagierten universellen Lösungsmittels (Alkahest), das nach ihm die Stoffe wieder in ihre Urgestalt (Materia Prima) überführte.
Nachdem schon Paracelsus das Salz als dritte Säule neben Quecksilber und Schwefel in die Alchemie einführt, gab ihm Sendivogius eine besondere Betonung und neue Wendung über eine Wechselwirkung mit Komponenten der Luft, was im Vergleich der Fixierung klassischer Alchemisten auf Metalle als neuer Aspekt in der Alchemie wahrgenommen wurde.
Nach Szydlo war Sendivogius mit seiner Lehre von lebenspendenden Bestandteilen der Luft von direktem Einfluss auf Robert Boyle und John Mayow, die im 17. Jahrhundert Vorläufer-Experimente zum heutigen Verständnis der Verbrennung und zur Entdeckung des Sauerstoffs durchführten. Diese Sicht auf Sendivogius aus dem Blickwinkel der modernen Chemie ist von dem Alchemiehistoriker Antonio Clericuzio kritisiert worden.
Weitere Bücher sind sein Operatie elixiris philosophici, das erste alchemistische Werk, das überwiegend in polnischer Sprache veröffentlicht wurde und aus seinen Erfahrungen in Italien entstand, das Traktat über die Salze von 1598 (erst 1620 veröffentlicht), und im Gegensatz zur alchemistischen Literatur der Zeit klare Laboranweisungen enthielt (z. B. zur Herstellung von Natriumnitrat, Salpetersäure, Königswasser, Stickoxid), und 1613 den Traktat über den Schwefel, in der er auf die Lehre des Paracelsus eingeht. Neben Paracelsus war er auch von Alexander von Suchten beeinflusst. In seinen Gesprächen des Mercurius (Köln 1607), einer Art Satire auf die Alchemie, wandte er sich gegen Betrügereien von Goldmachern. Er genoss einen europäischen Ruf als Alchemist, auch nach seinem Tod, legte aber Wert auf Geheimhaltung und veröffentlichte seine Werke anonym.

## Sędziwój als Romanfigur

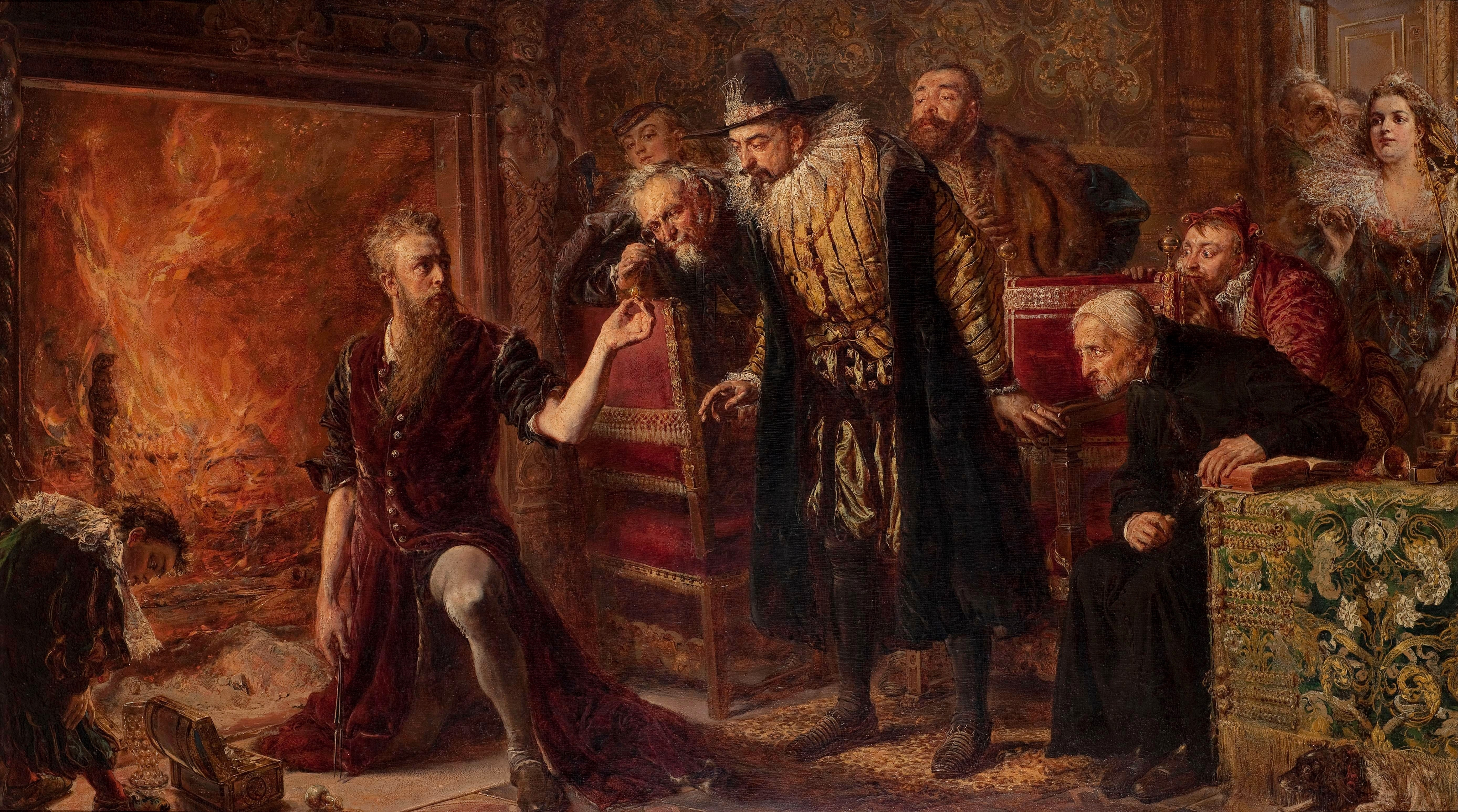
Alchemik Michał Sędziwój von Jan Matejko, Öl auf Leinwand (73 × 130 cm), Museum der Künste in Łódź

Erstmals trat der Charakter des Sędziwój 1845 im Buch Sędziwoj von Józef Bohdan Dziekoński auf, einem Schriftsteller aus der Zeit der Romantik in Polen. Der polnische Maler Jan Matejko, Realist des 19. Jahrhunderts, stellte Sędziwój dar, wie er vor König Sigismund III. Wasa die Transmutation eines gewöhnlichen Metalls in Gold demonstrierte. Sędziwój ist weiterhin ein Charakter einer Novelle von Gustav Meyrink, einem deutschsprachigen Autor aus Prag, der oft über Alchemie und Alchemisten schrieb. Sie erschien 1925 als Teil der Goldmachergeschichten im August Scherl Verlag in Berlin. Heutzutage erscheint Sędziwój in mehreren Büchern des polnischen Schriftstellers Andrzej Pilipiuk (Kuzynki, Księżniczka, Dziedziczki). Dieser wurde auch als Alchemist Sendivius leicht verfremdet in den 1980er Jahren in einer polnischen Fernsehserie gezeigt.

## Schriften
- De Lapide Philosophorum, Tractatus duodecim, é Natura Fonte, et Manuali Experientia deprompti, Prag 1604 (unter dem Pseudonym Divi Leschi Genus Amo)
  - auch als Novum Lumen Chymicum, Prag 1604 (unter dem Pseudonym Cosmopolitanus). Davon erschienen bis 1787 47 Ausgaben und 9 Nachdrucke.
  - auch 1624 mit Kommentar von Orthelius[8] und weiteren Texten verschiedener Autoren erschienen
- Tractatus de Sulphure, Köln 1616 (unter dem Anagramm Angelus doce mihi ius, bis 1787 26 Ausgaben und 9 Nachdrucke)
- Dialogus Mercurii, Alchymistae et Naturae, Köln 1607 (unter dem Pseudonym Divi Leschi Genus Amo, bis 1787 32 Ausgaben und 9 Nachdrucke)
- Cinquante-Cinq Lettres Philosophiques, 1671
- Processus super centrum universi, seu Sal centrale, in Johann Joachim Becher Chymischer Glückshafen oder Grosse Chymische Concordanz, Frankfurt 1682 (mehrfach nachgedruckt)

Seine Schriften sind auch im Theatrum Chemicum, Musaeum Hermeticum und in der Bibliotheca Chemica Curiosa nachgedruckt.
Nachdrucke:
- Cosmopolite ou nouvelle lumiere physique, Vorwort C.-J. Faust, Gutenberg Reprints, Paris 1991 (Nachdruck der französischen Übersetzung von Novum Lumen Chymicum, Paris 1723)